# Nicefor Czernichowski

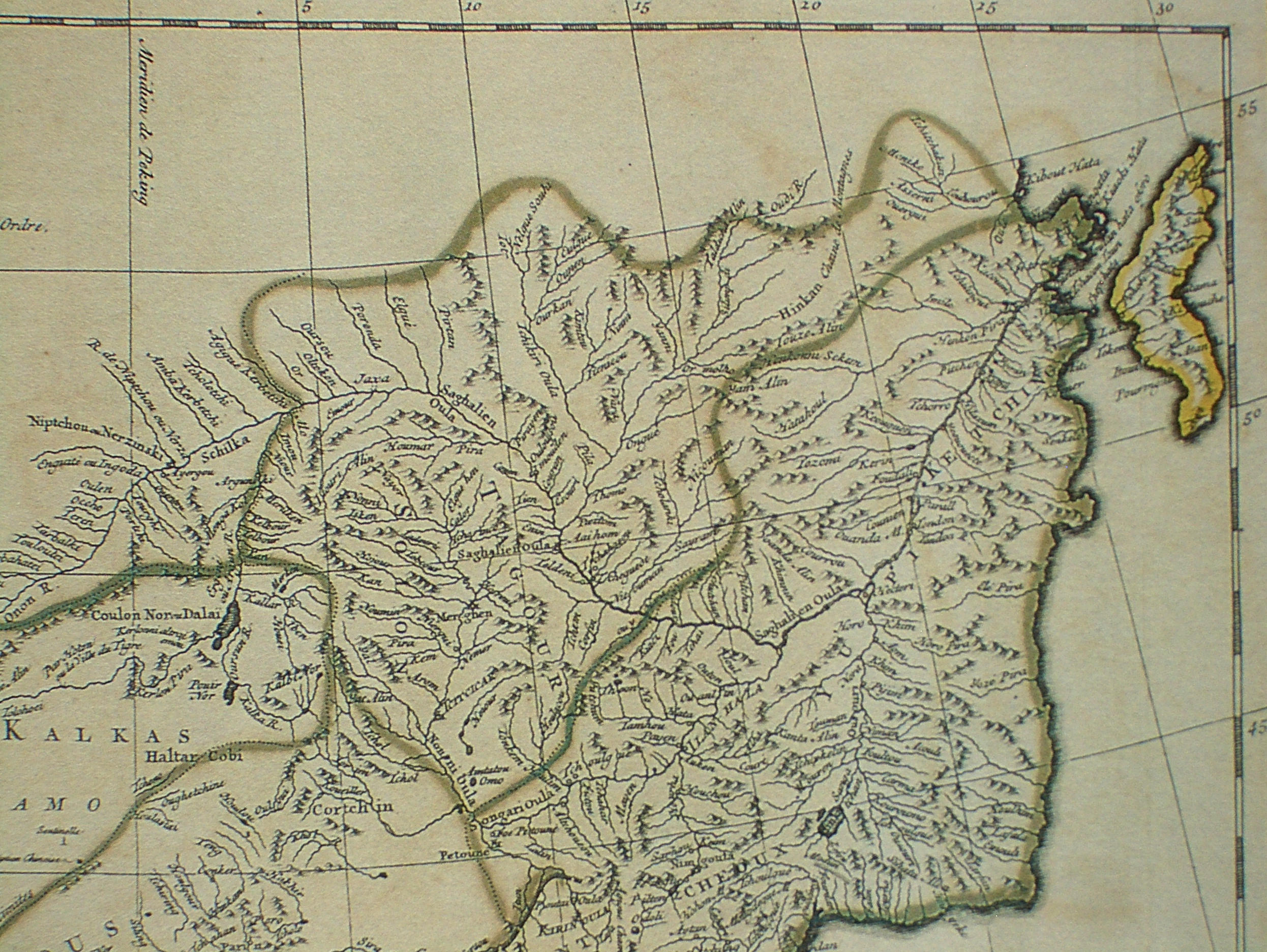
XVIII wieczna francuska mapa Chin sporządzona przez D’Anvillea, gdzie Ałbazin oznaczony jest jako Jaxa

Nicefor Czernichowski, Nicefor Jaxa-Czernichowski, Nicefor Czernihowski (ur. w Czerniachowie w woj. kijowskim, później gub. wołyńskiej, żył w XVII w.) – polski szlachcic, zesłaniec, przywódca praktycznie niepodległego państwa Jaxa nad Amurem w XVII w.

## Życiorys
Około 1632 dostał się do niewoli rosyjskiej wraz z ojcem Romanem i prawdopodobnie z siostrą i braćmi. Zesłany jako jeniec wojenny na Syberię, wkrótce uwolniony pod warunkiem zostania na służbie carskiej. Pomagał Jerofiejowi Chabarowowi w rozszerzeniu rolnictwa nad Jenisejem. Nie uczestniczył jednak w wyprawach nadamurskich Chabarowa. Jako setnik kozacki służył w Jenisejsku, potem w Ilimsku (obecnie miasto Ilimsk nie istnieje), a później był w Kireńsku dowódcą oddziału strzegącego bezpieczeństwa szlaków handlowych w rejonie górnej Leny. Później w osadzie Ust´-Kut u ujścia rzeki Kut do Leny objął kierownictwo nad warzelnią soli w 1652. 
Wojewoda ilimski Ławrientij Obuchow w 1660 porwał siostrę Czernichowskiego (według innych źródeł zgwałcił jego żonę). W odwecie Czernichowski w 1665 współorganizował bunt przeciwko wojewodzie, dognał ze swoimi Kozakami uciekającego Leną Obuchowa i zabił go. Następnie, by uniknąć kary za atak na carskiego dostojnika, na czele 84 Kozaków popłynął na Amur, gdzie na ziemiach spornych między Państwem Moskiewskim a Chinami zbudował twierdzę i osadę nazwaną Jaxa, na miejscu wcześniejszego fortu rosyjskiego Ałbazin zniszczonego przez Chińczyków. Twierdza miała 40 x 30 m, 3 baszty, otaczał ją częstokół i fortyfikacje ziemne. Zawarł sojusze z miejscową ludnością, zwłaszcza z Daurami; po jakimś czasie wokół głównego fortu powstały mniejsze osady podporządkowane Czernichowskiemu. Nawiązał korespondencję dyplomatyczną z Pekinem. W dokumentach chińskich tego okresu nazywano obszar rządzony przez Polaka państwem Jaxa lub Jaksa, a część korespondencji prowadzono po polsku. Kilka razy odparł wyprawy rosyjskie, prowadząc jednocześnie negocjacje z Rosją i płacąc carowi dobrowolną daninę (według niektórych źródeł płacił dopiero od 1669). W ich wyniku doszło do porozumienia, na podstawie którego Czernichowski ze swoimi ziemiami w 1669 przyjął poddaństwo rosyjskie i wyraził skruchę za zabójstwo wojewody carskiego, natomiast car ukazem z 15 marca 1672 skazał Czernichowskiego wraz ze współtowarzyszami na śmierć za morderstwo, a ukazem wydanym dwa dni później ułaskawił wszystkich i dał im nagrodę pieniężną. W tym samym roku mianował Czernichowskiego wicewojewodą ałbazińskim. W 1675 Czernichowski stanął na czele wyprawy rosyjskiej przeciwko Chinom w północnej Mandżurii. Zmarł tuż po tej wyprawie. W różnych źródłach podaje się datę śmierci (i wyprawy do Mandżurii) na 1674 lub 1675. 
Czernichowski miał trzech synów (Fiodora, Anezyma i Wasyla), którzy po rozejmie andruszowskim zyskali możność powrotu do Polski, jednak dobrowolnie postanowili zostać na Syberii. Osadę Jaxa (Ałbazin) Rosja zmuszona była oddać Chinom w 1689 wraz z całym rejonem nadamurskim. Ostatni dokument po polsku, władze chińskie skierowały do ludności osady w 1685, już po śmierci Czernichowskiego. Były to warunki proponowanego pokoju. 
Jego pierwszą biografię po polsku opublikował Marian Karol Dubiecki. W 2018 roku w Wydawnictwie Czarna Owca ukazała się powieść Powrót z Północy Mai Wolny, w której pojawiają się elementy fabularyzowanej biografii Nicefora Czernichowskiego.
Na motywach jego życiorysu oparta jest też pierwsza z serii książek Zbigniewa Nienackiego opisująca przygody Pana Samochodzika "Pierwsza przygoda Pana Samochodzika", inne wydania nosiły tytuł "Pozwolenie na przywóz lwa".